# Aesculus assamica
Aesculus assamica es una especie de árbol perteneciente a la familia de las sapindáceas. Se encuentra en Asia.

## Descripción
Son  árboles que alcanzan un tamaño de 32 metros de altura, con las ramillas glabras, subglabra o puberulentos cuando jóvenes. Con pecíolo de 8-30 cm, glabro, subglabro o puberulentos; la lámina de la hoja con 5 a 9 folíolos; peciólulos 0.3-1.5 cm, glabros, subglabra, o escasamente puberulentos, la base cuneada o ampliamente redondeada, el margen crenulado a serrulado, el ápice acuminado a caudado; con venas laterales de 17-30 parejas. Las inflorescencias de color amarillo pálido; con pedúnculo de 7-13 cm. Las flores son fragantes. Los pétalos en número de 4, son de color blanco o amarillo pálido, con manchas de color púrpura o marrón, a veces de color naranja hacia la base. El fruto es una cápsula de color marrón amarillento, ovalada a obovoide, subglobosa o globosa deprimida de 4.5-5 × 3-7.5 cm.

## Distribución y hábitat
Aesculus assamica es una especie muy extendida en la zona de los bosques tropicales y subtropicales en la zona del monzón del noreste de la India (Sikkim) hacia el este al sur de China (Guangxi) y norte de Vietnam. Aquí pertenecen la mayoría de las nuevas especies descritas por Fang (Acta Ciencia Nat. Univ. Szechuan 1960 (3):..... 77-125 1962), es decir, A. chuniana, A. lantsangensis, A. megaphylla, A. polyneura (incluyendo los más recientemente descritos var. dongchuanensis ), y A. rupícola, así como A. tsiangii" y A. wangii, que no fueron publicados válidamente. Estas entidades se diferencian entre sí sólo en detalles insignificantes, claramente dentro del rango de variación de A. assamica. Aesculus coriaceifolia, también fue descrito por Fang (op. cit.), pero no válidamente publicado porque no hay una descripción en latín y no se indicó ningún tipo, se refiere a la A. assamica por Fang.
Se encuentra en los bosques húmedos, bosques de hoja ancha, semi-perennes o bosques mixtos caducifolios / siempreverdes de hojas anchas en las colinas de piedra caliza o en las montañas, los bosques subtropicales de montaña, bosques de montaña, bosques abiertos, en las rocas en los bosques; a un altitud de 100-2000 metros,  en Guangxi, Guizhou, Xizang, Yunnan, Bangladés, Bután, noreste de la India, Laos, Birmania, Tailandia y Vietnam.

## Taxonomía
Aesculus assamica fue descrita por William Griffith (botánico) y publicado en Notulae ad Plantas Asiaticas 4: 540, en el año 1854.
Etimología
Aesculus: nombre genérico latino dado por Linneo en 1753 y 1754, a partir del Latín antiguo aesculus, -i, el roble, lo que es sorprendente, aunque en los numerosos autores de la Antigüedad que lo usaron, Plinio el Viejo precisa en su Historia naturalis (16, 11) que es uno de los árboles que producen bellotas ("Glandem, quae proprie intellegitur, ferunt robur, quercus, aesculus, ..."  -La bellota propiamente dicha viene del roble, del aesculus, ...) y, quizás de allí proviene la confusión, pues las castañas de india tienen un lejano y superficial parecido con la bellotas por su piel dura y su carne firme y amarillenta.
assamica: epíteto geográfico que alude a su localización en Assam.
Sinonimia
- Aesculus khassyana C.R.Das & Majumdar
- Aesculus punduana Wall. ex Hiern
- Aesculus punduana Wall.
- Pavia khassyana Voigt
- Pavia punduana Wall. ex Voigt
- Pawia punduana Kuntze[3]